# 巴拉 (敘利亞)
巴拉（阿拉伯语：‎）是叙利亚西北地区的叙利亚北部古村落群之一。它位于哈马以北65（40英里），阿勒颇西南80公里的Jabal Zawiya。根据叙利亚中央统计局（CBS）的数据，2004年巴拉人口为10,353。
巴拉始建于公元四世纪，位於安条克与阿帕米亞之间的重要贸易路线上，外加巴拉有著生产葡萄酒和橄榄油的优越的地理條件，巴拉在5世纪和6世纪是個繁榮的城鎮。当穆斯林征服该地区迫使贸易路线中断，該地區其他城鎮被废弃时，巴拉仍然有人居住，並且大多数居民依舊是基督徒。
1098年，它在第一次十字军东征時被雷蒙德圣吉尔征服。1104年，该镇又被法赫爾·穆爾克·拉德溫占领，一年后被加利利親王坦克雷德夺回。1123年，Belek Ghazi再次佔領该镇並建造了一座小堡垒。12世纪后期，在經歷了一場大地震后，该镇遭到废弃。
20世纪初，在巴拉遺址附近出现了一个同名的村庄，到現在它已发展成一个镇的規模。